# Ceroplesis aulica
Ceroplesis aulica är en skalbaggsart som beskrevs av Francis Polkinghorne Pascoe 1875. Ceroplesis aulica ingår i släktet Ceroplesis och familjen långhorningar.
Artens utbredningsområde är:
- Angola.
- Gabon.

Inga underarter finns listade i Catalogue of Life.